# حسام عبد المنعم
حسام عبد المنعم توفيق سيد أحمد (مواليد 12 فبراير 1975 من محافظة الدقهلية من مدينة ميت غمر) هو لاعب كرة القدم المصري. وقد لعب لمنتخب مصر الوطني لكرة القدم وشارك في كأس الأمم الأفريقية 2000 ، لعب للزمالك، والمصري والاتحاد السكندري في مصر، وكوجاليسبور، وهو المدير الفني الحالي لفريق 95 بنادي الزمالك وشقيقه الأصغر من أحد لاعبي الزمالك أيضًا.

ويعد هدفه في مرمى النادي الإسماعيلي أشهر من أهم الأهداف في تاريخه، وهو الهدف الذي أهدى نادي الزمالك بطولة الدوري المصري لموسم 2002-03.

## البطولات
12 بطولة مع الزمالك
3 الدوري المصري الزمالك ل2000/2001، 2002/2003 و 2003/2004
1 كأس السوبر المصري الزمالك(2001/2002)
2 كأس السوبر المصري الزمالك(2000/2001 و 2001/2002)
1 العنوان كأس مصر الزمالك 1998/99)
1 الكؤوس الأفريقية لكأس الزمالك 2000
1 أبطال أفريقيا 'الجامعة لعام 2002 الزمالك
1 كأس السوبر الأفريقي الزمالك2002)
1 بطولة الأندية العربية الزمالك 2003)
1 كأس السوبر المصرية السعودية لعام 2003 الزمالك
1أفضل نادى بالعالم 2003 شهر فبراير

## روابط خارجية
- حسام عبد المنعم على موقع اتحاد تركيا (لاعب) (الإنجليزية)
- حسام عبد المنعم على موقع ناشيونال فوتبول تيمز (الإنجليزية)
- حسام عبد المنعم على موقع كووورة